# Ibrahim Amada
Ibrahim Amada (Antananarivo, Madagascar, 28 de febrero de 1990) es un futbolista de Madagascar que juega en la posición de centrocampista y que actualmente está sin equipo.

## Carrera

### Club
| Periodo   | Club                |
| --------- | ------------------- |
| 2005-2011 | Academie Ny Antsika |
| 2011      | JS Kabylie          |
| 2011–2012 | AS Khroub           |
| 2012–2015 | USM El Harrach      |
| 2015-2017 | ES Sétif            |
| 2017-2019 | MC Alger            |
| 2019-2020 | Al-Khor SC          |
| 2021-2022 | Al-Markhiya SC      |
| 2022      | Al-Qadsiah FC       |
| 2024      | Ratchaburi FC       |

### Selección nacional
Amada debutó con Madagascar el 11 de octubre de 2008 entrando de cambio al minuto 74 en la derrota por 0-3 ante Costa de Marfil por la clasificación de CAF para la Copa Mundial de Fútbol de 2010. Su primer gol internacional lo anotó el 7 de julio de 2019 en el empate 2-2 ante República Democrática del Congo en Alejandría por la Copa Africana de Naciones 2019.
| No | Fecha      | Sede                                      | Rival                           | Marcador | Resultado | Torneo                                                  |
| -- | ---------- | ----------------------------------------- | ------------------------------- | -------- | --------- | ------------------------------------------------------- |
| 1. | 7-7-2019   | Alexandria Stadium, Alejandría, Egipto    | República Democrática del Congo | 1–0      | 2–2       | Copa Africana de Naciones 2019                          |
| 2. | 17-11-2020 | Barikadimy Stadium, Toamasina, Madagascar | Costa de Marfil                 | 1–1      | 1–1       | Clasificación para la Copa Africana de Naciones de 2021 |
| 3. | 24-9-2022  | Stade El Bachir, Mohammedia, Marruecos    | Congo                           | 2–2      | 3–3       | Amistoso                                                |

## Logros

### Club
- THB Champions League: 2008[7]
- Algerian Ligue Professionnelle 1: 2016–17
- Algerian Super Cup: 2015
- Algerian Cup: 2010–11

### Individual
- Mejor futbolista extranjero de la Algerian Ligue Professionnelle 1: 2018–19[8]
- Mejor jugador de la THB Champions League: 2008[9]

### Distinciones
- Knight Order of Madagascar: 2019[10]